# Steirastoma breve
Steirastoma breve là một loài bọ cánh cứng trong họ Cerambycidae.